# サワグチカズヒコ
サワグチ カズヒコ（本名：澤口 和彦（読み同じ）、1971年9月24日  - ）、は、日本の作曲家、歌手。青森県生まれ。北海道育ち。

## 来歴・人物
北海道札幌旭丘高等学校、北海学園大学工学部建築科卒。卒業後、株式会社ハドソンサウンド科に7年間勤務。南聡、浅野宏之らに作曲を師事。その後作曲家事務所イマジン所属の作曲家として活動を開始。

## 主な作品

### 劇伴作品
- 2015劇場アニメ クレヨンしんちゃん「オラの引越し物語〜サボテン大襲撃」（共作）東宝
- 劇場アニメ ポケットモンスター 「光輪の超魔人フーパ」（一部作編曲） 東宝
- 2013劇場アニメ クレヨンしんちゃん 「バカうまっ! B級グルメサバイバル!!」 （共作） 東宝
- 2011劇場アニメ ポケットモンスター「ビクティニと黒き英雄ゼクロム」 （共作） 東宝TVアニメ ぬらりひょんの孫〜千年魔京〜 （共作） TOKYO MX/その他ゲーム *PS3/Xbox 360用「エルシャダイ」 （オーケストレーション/コーラスアレンジ） イグニッション・エンターテイメント舞台 石川さゆり「夢売り瞽女」 （共作）
- 青山劇場舞台 天璋院篤姫 （共作） 博多座
- 2010劇場映画 僕たちのプレイボール ゴーシネマ
- 2008TVドラマ みこん六姉妹2 TBS
- 2007劇場映画 あなたを忘れない ソニーピクチャーズTVドラマ 熱血ニセ家族 CBC
- 2006TVドラマ みこん六姉妹 CBCTVドラマ テレサテン物語 （共作） テレビ朝日
- 2005劇場アニメ ONE PIECE THE MOVIE 「デッドエンドの冒険」（共作） 東映劇場アニメ クレヨンしんちゃん 「伝説を呼ぶブリブリ 3分ポッキリ大進撃」 （共作）
- 東映TVアニメ SHUFFLE! WOWOWTVアニメ らいむいろ流奇譚X TVK
- 2004ドラマCD 鋼の錬金術師 スクウェア・エニックスドラマCD いちご100% 集英社ドラマCD サクラ大戦第六期ドラマVol.2帝都編 「花と嵐と帝都の浪漫」 avex
- 2003TVアニメ GAD GUARD （共作） フジテレビ
- 2002ドラマCD 「毎日晴天シリーズ」「やさしい竜の殺し方シリーズ」「情熱シリーズ」 ムービック

### 作曲作品
- 2016作曲 NHK『みんなのうた』とろろおくらめかぶなっとう テツandトモ
- 2009作曲 "TVアニメ『毎日かあさん』OP「毎日かあさん」" テレビ東京 森公美子
- 2009作曲 NHK『みんなのうた』「無敵のじいちゃん」 NHK ムッキー手塚
- 2007作曲 "TVアニメ『武装錬金』ED「愛しき世界」" テレビ東京 加々美亜矢
- 2006作曲 "ドラマCD『灼熱のシャナ』キャラクターソング「仮面の剥落」" ジェネオン 伊藤静
- 2005作曲 "ドラマCD『ああっ女神さまっ』挿入歌「For you」「恋ならヨロコンデ」" ジェネオン 冬馬由美

### 編曲作品
- 2011年 "NHK『思い出のメロディー』ED「ふるさと」" NHK 『美空ひばり23回忌メモリアルコンサート』「真っ赤な太陽」「新宿波止場」 東京ドーム
- 2006年 NHK『名曲アルバム』「ベルリンの風」 NHK
- 2007年 アルバム『ASIAN BREEZE～アジアの新風～春夏秋冬』「童謡メドレー」 avex 呉汝俊（ウー・ルーチン）
- 2003年 アルゼ K-1GRANPRIX決勝戦 バンド用編曲 東京ドーム
- 2002年 アルゼ K-1GRANPRIX決勝戦 バンド用編曲 東京ドーム
- 2007年 OVA『ガールズ&パンツァー最終章』エンディングテーマ「Enter Enter MISSION! 最終章 ver.」

### ゲーム担当作品
- 1999年
  - PlayStation「ウェルトオブ・イストリア」 ハドソン開発・発売
  - NINTENDO 64「マリオパーティ2」OP 任天堂発売、ハドソン開発
- 2000年
- ドリームキャスト「ルーンジェイド」 ハドソン開発・発売
  - ドリームキャスト「ソニックシャッフル」OP セガ発売、セガ・ハドソンによる共同開発
- 2001年
  - ゲームボーイカラー「ゲームボーイウォーズ3」 ハドソン開発・発売

### 歌手としての参加作品
- 2013劇場アニメ クレヨンしんちゃん 「バカうまっ !B級グルメサバイバル!!」 「焼きそばの歌」
- 2012 劇場版ONE PIECEFILM Z 「海導（うみしるべ）」